# 妻木広忠
妻木 広忠 （つまき ひろただ）は、戦国時代から安土桃山時代にかけての武将。明智光秀の家臣。美濃国土岐郡妻木城主（第12代目）。旗本妻木氏の系譜では、光秀の叔父とされている。また、光秀の正室・煕子の父ともされるが、典拠となる史料は不明であり、俗説の域を出るものではない。

## 概要
尾張国の戦国大名織田信長に仕えて、明智光秀の与力となり成果を挙げた。天正10年6月2日（1582年6月21日）の本能寺の変の後、同年6月13日（1582年7月2日）に起きた山崎の戦いで明智光秀が敗れ、近江国坂本城が陥落すると、天正10年6月18日（1582年7月7日）に西教寺で関係者一族の墓を作った後に、墓の前で自害したという。

## 領地
妻木村、笠原村、細野村（半分のみ）、駄知村（半分のみ）
※詳細位置不明：窪田、谷口（妻木郷内か）

## 妻木氏系譜
- 妻木城址の会の調査、『寛政重修諸家譜』より。
- 頼久は之徳とも、頼通は重吉・重慶とも、頼熊は重直とも。

```
宗家

妻木弘定

 　┃
　
広俊

 　┃
　
広美

 　┃
　
頼安

 ┏┻━┓
広忠　
範熈

 ┃　　┃

貞徳
　
煕子
 ━━━━┳━ 
明智光秀

 ┣━━┳━━┓　　┃

頼忠
　
頼久
　
頼通
　
珠子
 ━━ 
細川忠興

 ┣━━┳━━┓

頼利
　
頼遠
　
康広

 ┣━━┓

頼次
　
幸広
```

```
上総妻木家

頼久（之徳）（室・熊本藩士木野左兵衛の親族　註①　註②）
 ┃

永徳

 │

頼次

 ┃

頼辰

 ┣━━┓

頼道
　頼長
 │　↙

頼長

 ┣━━┓

釣貞
　頼愛
 │　↙

頼愛

 ┃

頼農

 ┃

頼善
　頼幸
 │┏━┛
 
頼功

  ┃
 
頼黄
```

註①
■（大日本近世史料・細川家史料　8-13）抜粋　元和六年三月廿二日書状
妻吉左（妻木之徳）内々被申候ハ、主女之親類ニ、歳廿計なるもの御座候、吉左衛門肝煎候ハてかなハぬ様子共御座候而、只今も吉左衛門所ニ養て被置候、然故御次而も御座候ハゝ、何とそ申上、知行弐百石被遣、被成御抱候様ニ仕度候由被申候、され共、我等者加様之儀申上たる儀無御座候間、正源院まても談合可仕とまて申候而置申候、如何可有御座候哉事
■（大日本近世史料・細川家史料　8-25）抜粋　元和六年五月十九日書状　　
先度申上候妻木吉左衛門尉（之徳）内儀親類木野左兵衛事、可被召置之由、被仰下候間、只今罷下候、吉左衛門尉ハ忝之儀難申盡候間、能々御禮申上候様にと被申候事。
の記載あり。
註②
■木野左兵衛
（1）馬廻組六番　三百石　（於豊前小倉御侍帳）　
（2）御馬廻衆　三百石　（肥後御入国宿割帳）
（3）十二番牧平左衛門組　三百石　（真源院様御代御侍名附）
（4）三百石　（真源院様御代御侍免撫帳）
（4）清田石見組　三百石　（寛文四年六月・御侍帳）　
（4）御馬廻衆十二番遠坂越後守組　三百石
```
下郷妻木家

頼通
　　　
真田幸政

 ┣━━┓　　┃

頼熊
　
重門
　
幸吉

 ┣━━┓┌─┘

頼保
　 
幸頼

 ┃

頼隆

 │

頼直

 ┃

頼栄

 │

頼篤

 ┃

頼徳

 ┃

頼欽
```

```
上郷妻木家

幸広
 ┃

光広

 ┃

頼豊

 ┃

頼広

 │

光広

 │

頼興

 ┃

頼幸

 ┣━━┓

頼徳
　頼功
```

### 熊本藩士妻木家
上総妻木家（妻木頼久・之徳）から分家か。同藩士木野家（妻木頼久・之徳の室が木野家出身）との縁戚関係ありか。
初代、勘兵衛　　
（1）六番筑紫左近組　三百石　（真源院様御代御侍名附）（2）三百石　（真源院様御代御侍免撫帳）（3）有吉頼母允組　三百石（寛文四年六月・御侍帳）
2代、源左衛門　　
　御使番・続団右衛門組　御目付　三百石　（御侍帳・元禄五年比カ）細川綱利公御書出（天和三年）三百石
3代、勘左衛門・正方　
三百石　御番方八番　屋敷・古京町　享保十二年六月～享保十二年九月　奉行
妻木勘左衛門減知覚（享保十七年五月）減知二百石
4代、勘兵衛
5代、勘五（勘左衛門）　　百石
6代、吉左衛門　御番方・朽木内匠組　旧知百石
7代、勇之助（源左衛門）元左衛門—百石
8代、要助（勘兵衛）須佐美権之允組・御留守居御番方　百石
9代、源十郎　百石
『加賀藩士妻木家』
初代、康広（左京）　父・妻木頼忠、500石、大坂の陣で戦死。
二代（養子）、九八郎　父・妻木某（妻木貞徳の子）、弟・政綱、切腹絶家。子に勝教。
『和歌山藩士妻木家』
初代、政綱（嘉左衛門・外記）　父・妻木某（妻木貞徳の子）、兄・九八郎、500石。
二代（養子）、勝教　父・加賀藩士妻木九八郎。

### 長州藩士妻木家
系譜不明、幕末期に活躍。吉田松陰の先祖である吉田矩之は妻木半平の子であり、幕末期にはその縁で吉田松陰の教えを受けて活動する。
妻木忠朝

妻木忠順（1825 - 1863） 藩校明倫館における吉田松陰の山鹿流高弟。

妻木忠篤（1846 - 1890）吉田松陰の山鹿流門人で、松下村塾塾生。維新後は岡山県書記官となり、第三高等中学校医学部（現・岡山大学医学部）の設置に尽力。